# روزاليند بيكار
روزاليند بيكار (بالإنجليزية: Rosalind Picard) (و. 1962  م) هي عَالِمَة حاسوب، ومهندسة، وأستاذ جامعي، وباحث في مجال الذكاء الاصطناعي أمريكية، ولدت في ماساتشوستس، وهي عضوةٌ في معهد مهندسي الكهرباء والإلكترونيات.

## الحياة الأكاديمية
حصلت بيكار على درجة البكالوريوس في الهندسة الكهربائية بأعلى درجات الشرف وشهادة في هندسة الحاسوب من معهد جورجيا للتكنولوجيا (1984)، وحصلت على درجة الماجستير (1986) والدكتوراه (1991) في كل من الهندسة الكهربائية وعلوم الكمبيوتر من معهد ماساتشوستس للتكنولوجيا. كانت أطروحتها بعنوان نمذجة الملمس: تأثيرات درجة الحرارة على الحقول العشوائية لماركوف/جيبس. كانت عضوًا في هيئة التدريس في مختبر الوسائط الرقمية بمعهد ماساتشوستس للتكنولوجيا منذ عام 1991 وحازت على المنصب في عام 1998 وأصبحت أستاذة عام 2005.
بيكار باحثة في مجال الحوسبة العاطفية ومؤسسة ومديرة لمجموعة أبحاث الحوسبة العاطفية في مختبر الوسائط الرقمية بمعهد ماساتشوستس للتكنولوجيا. طورت مجموعة أبحاث الحوسبة العاطفية أدوات وتقنيات وأجهزة لاستشعار وتفسير ومعالجة الإشارات العاطفية التي تدير مستوى التقدم الجاري للأنظمة التي تتفاعل بذكاء مع الحالات العاطفية البشرية. تشمل تطبيقات أبحاثهم أنظمة التدريس المحسنة والتكنولوجيا المساعدة التي يمكن استخدامها في معالجة صعوبات الاتصالات اللفظية التي يعاني منها الأفراد المصابون بالتوحد.
تعمل بيكار أيضًا مع شيري توركلي وسينثيا بريزيل في مجال الروبوتات الاجتماعية، ونشرت أعمالًا مهمة في مجالات معالجة الصور الرقمية والتعرف على الأنماط والحواسيب الملبوسة. كان ستيف مان من الطلاب السابقين لبيكار، وهو أستاذ وباحث في مجال الحواسيب الملبوسة.
بيكار هي رئيسة مبادرة مايند هاند هارت التابعة لمعهد ماساتشوستس للتكنولوجيا، وهو ائتلاف من الطلاب وأعضاء هيئة التدريس والموظفين الذين يعملون بشكل تعاوني واستراتيجي لتقوية نسيج مجتمع المعهد.

### أبحاث التوحد
إلى جانب البحث في الذكاء الآلي، أجرت بيكار بحثًا في مجال التوحد. أنشأ فريقها بدلة ذكاء عاطفي اجتماعي سمحت لشخص يعاني من التوحد بمراقبة تفاعلات وجهه بهدف تثقيفه حول الإشارات الاجتماعية التي قد يستخدمها الآخرين. حصل هذا الجهاز على معدل دقة يعادل 65% بقراءته حالة من كل ثماني حالات عاطفية بينتها تعابير وجه وحركات رأس الفرد. كشفت بيكار عن أجزاء من هذه التكنولوجيا في الندوة الدولية السنوية الحادية عشرة حول الحواسيب الملبوسة.

### أبحاث الانفعالات العاطفية
طرحت بيكار نظريات لتحسين الأبحاث في مجال العواطف من خلال تطبيق تقنيات جديدة مع التركيز على جمع المعلومات العاطفية خارج محيط المختبر. يمكن ملاحظة الاستجابات العاطفية بشكل أكثر دقة في الحياة الواقعية باستخدام أجهزة غير ضارة وسهلة الارتداء (تستخدم بيكار مستشعر آي كالم كمثال على ذلك) تستطيع قياس معدل ضربات القلب والنشاط الكهربي والتغيرات الفسيولوجية الأخرى. لا تدعم بيكار تفوق أبحاث التعدد على أبحاث التفرد عندما يتعلق الأمر بدراسة العواطف، وتقول إن النهج الفردي سيكون أكثر فائدة من نهج التعدد الذي سيهمل البيانات عند عدم وجود رابط يجمعها. بهذه الطريقة، ما زال من الممكن الاحتفاظ بالبيانات المجموعة من الأفراد وتحليلها وربطها بالبيانات المشابهة.